# Mark Harris (futebolista)
Mark Andrew Harris, mais conhecido como Mark Harris (Reading, 15 de julho de 1963) é um ex-futebolista inglês.
Harris atuou pelo Crystal Palace, Burnley, Swansea City, Gillingham e Cardiff City entre 1988 e 1998, em mais de 300 partidas na Football League.Ele terminou sua carreiro no Kingstonian